# Georg Albert xứ Schwarzburg-Rudolstadt
Georg Albert xứ Schwarzburg-Rudolstadt (23 tháng 11 năm 1838 – 19 tháng 1 năm 1890) là vị vương công áp chót của xứ Schwarzburg-Rudolstadt. Ông cũng là một sĩ quan quân đội Phổ, đã tham gia trong ba cuộc chiến tranh thống nhất nước Đức và được thăng đến quân hàm Thượng tướng Kỵ binh.

## Tiểu sử
Ông sinh ra tại Rudolstadt vào năm 1838, là con trai của Vương công Albert xứ Schwarzburg-Rudolstadt và vợ ông này là Công nương Augusta xứ Solms-Braunfels (1804 – 1865). Công nương Augusta là con gái của Vương công Friedrich Wilhelm xứ Solms-Braunfels (1770 – 1814) và Friederike xứ Mecklenburg-Strelitz (1778 – 1841), con gái của Đại Công tước Charles II. Thời thơ ấu, ông đặc biệt yêu thích cưỡi ngựa và quân sự. Vì vậy, cái gọi là một "đội Cận vệ thiếu nhi" đã được hình thành từ những đứa trẻ con nhà quý tộc và sĩ quan. Đội quân này đã được chuẩn bị chu đáo về quân phục và khí giới. Ngoài ra, ông cũng giỏi cưỡi ngựa. Về sau, ông đã học tại Göttingen và Bonn. Từ năm 1865, ông là thành viên của Liên đoàn Sinh viên Borussia Bonn. Sở dĩ thời gian học tập của ông tại Đại học Bonn không dài lâu là do ông quyết định nhập ngũ trong quân đội Phổ.
Vào năm 1859, ông được phong quân hàm Trung úy trong Trung đoàn Cấm vệ quân (Garde du Corps). Vào năm 1864, ông đảm nhiệm chức sĩ quan phụ tá của Trung tướng Gustav von der Mülbe. Trong cuộc Chiến tranh Đức-Đan Mạch năm 1864, ông đã tham gia trong trận đột chiếm Dybbøl vào ngày 18 tháng 4. Bước sang cuộc Chiến tranh Áo-Phổ năm 1866, ông là Trưởng quan kỵ binh ( Rittmeister) trong Trung đoàn Thiết kỵ số 4. Sau khi người chú của ông là Friedrich Günther tạ thế vào ngày 28 tháng 6 năm 1867, thân phụ của Georg là Albert lên kế ngôi, và Georg trở thành người thừa kế ngai vàng xứ Schwarzburg-Rudolstadt. Sau khi Vương công Albert mất ngày 26 tháng 11 năm 1869, hai năm sau khi lên ngôi, Georg trở thành vương công mới của công quốc. Mặc dù vậy, ông vẫn tiếp phục vụ quân đội Phổ.
Dưới thời trị vì của ông, Liên bang Bắc Đức đã bị giải thể sau chiến thắng của Vương quốc Phổ được sự hỗ trợ của các quốc gia liên bang trước Đế nhị Đế chế Pháp trong Chiến tranh Pháp-Đức (1870 – 1871). Trong cuộc chiến này, ông đã gia nhập Bộ Tham mưu của Sư đoàn Bộ binh số 8 của Đức và tham chiến trong các trận đánh lớn tại Beaumont vào ngày 30 tháng 8 và Sedan vào ngày 1 tháng 9 năm 1870. Vào ngày 18 tháng 1 năm 1871, khi cuộc chiến tranh gần kết thúc, Vua Wilhelm I của Phổ được tấn phong làm Hoàng đế Đức và do đó Vương công Georg không còn trị vì một quốc gia độc lập nữa; Schwarzburg-Rudolstadt trở thành một nước thuộc Đế quốc Đức và vì vậy Vương công Georg là một cấp dưới của Đức hoàng. Ông đã tham dự lễ thành lập Đế quốc Đức tại Phòng Gương ở điện Versailles, Pháp ngày 18 tháng 1 năm 1871. Vào năm 1876, ông được bổ nhiệm làm Chỉ huy trưởng (Chef) của Trung đoàn Long kỵ số 6. Trong thời gian diễn ra các cuộc diễn tập mùa thu, vào ngày 5 tháng 8 năm 1880, ông được giao quyền chỉ huy Sư đoàn số 8. Vào ngày 22 tháng 3 năm 1883, ông được lên quân hàm Thượng tướng Kỵ binh và vào ngày 25 tháng 6 năm 1888 ông được phong tước Hiệp sĩ Huân chương Đại bàng Đen. Georg Albert cũng là người bảo hộ đài kỷ niệm Kyffhäuser.
Vương công Georg Albert không bao giờ kết hôn và vào ngày 19 tháng 1 năm 1880, ông từ trần tại Rudolstadt, được kế vị bởi anh em họ của mình là Günther. Ông được mai táng ở Stadtkirche tại Rudolstadt.